# Церковь Марии, Царицы Небесной (Изерлон)
Церковь Марии, Царицы Небесной (нем. Maria Königin) — римско-католическая церковь в районе Ласбек (Lasbeck) города Изерлона, построенная в 1964 году под руководством архитектора Гюнтера Шульте (Günter Schulte).

## История и описание
Католическая церковь Марии, Царицы Небесной располагается в районе Ласбек города Изерлона — по адресу улица Комер, дом 6 (Komer, 6). Бетонная каркасная конструкция основного здания церкви была заложена 2 декабря 1961 года и построена ко второму дню Пасхи 1964 года: по проекту и под руководством эстрихского архитектора Гюнтера Шульте (Günter Schulte). Церковь составлена из трёх элементов: основного зала, прилегающей к ней башни и пристройки — при этом каждая часть находится под собственной пирамидальной крышей. Специалисты отмечали, что для своего времени здание являлось новаторским. Так, одна из стен церкви — выложенная из бутового камня и имеющая цветные окна, созданные по эскизу художницы Ирмгард Вессель (Irmgart Wessel-Zumloh, 1907—1980) — остро контрастирует как с гладкими поверхностями окружающей её основной бетонной конструкции, так и со стеной позади алтаря (Altarrückwand). Конструкция из стекла и бетона, в которой перемежаются узкие бетонные столбы церковной башни-колокольни, являются работой скульптора и художника-мозаиста Вильгельма Хаусмана (Wilhelm Hausmann, 1906—1980).
По состоянию на 2014 год, католическая община Ласбека являлась частью церковной общины «Herz Jesu-Grüne».